# Fabrizio Levati
Fabrizio Levati (Monza, 1945 – Monza, 21 novembre 1995) è stato un allenatore di calcio e dirigente sportivo italiano.

## Biografia
Laureato in giurisprudenza, avvocato.  Aveva giocato a calcio in società dilettantistiche tra cui il Pergocrema in Serie D.

### Allenatore
Nella stagione 1970-1971 il presidente della "Polisportiva Fiamma Ceraso" di Monza, Reno Ceraso, lo chiama nella neo costituita società Fiamma Ceraso di calcio femminile. Allenerà la squadra brianzola per 25 anni, portandola in serie A nel 1979, disputando 16 campionati nella massima serie. Nel suo palmarès il terzo posto in campionato nella stagione 1985 e 1986-1987, due scudetti Primavera nel 1983 e nel 1985 e classificandosi secondo in Coppa Italia nel 1990-1991 e 1991-1992.

### Attività dirigenziale
Levati è stato uno storico dirigente del Centro Nazionale Sportivo Fiamma.

È stato poi vice presidente della Federazione Italiana Giuoco Calcio Femminile e presidente della Lega Regionale femminile per la gestione delle società partecipanti ai campionati regionali.
La moglie, Natalina Ceraso Levati, che ne ha proseguito l'opera come dirigente, nel 1997 è stata eletta presidente della Divisione Calcio Femminile della FIGC, presidenza che ha mantenuto fino al 2009.
Dal 1997 l'Alleanza Sportiva Italiana ha organizzato il "Premio fedeltà Fabrizio Levati" all'atleta che dimostra maggior attaccamento alla propria società, mentre la Fiammamonza dal 1996 organizza un "Memorial" a lui intitolato.

## Palmarès

### Allenatore
- Campionato italiano di Serie B: 1

Fiammamonza: 1979